# Caterpillar D9

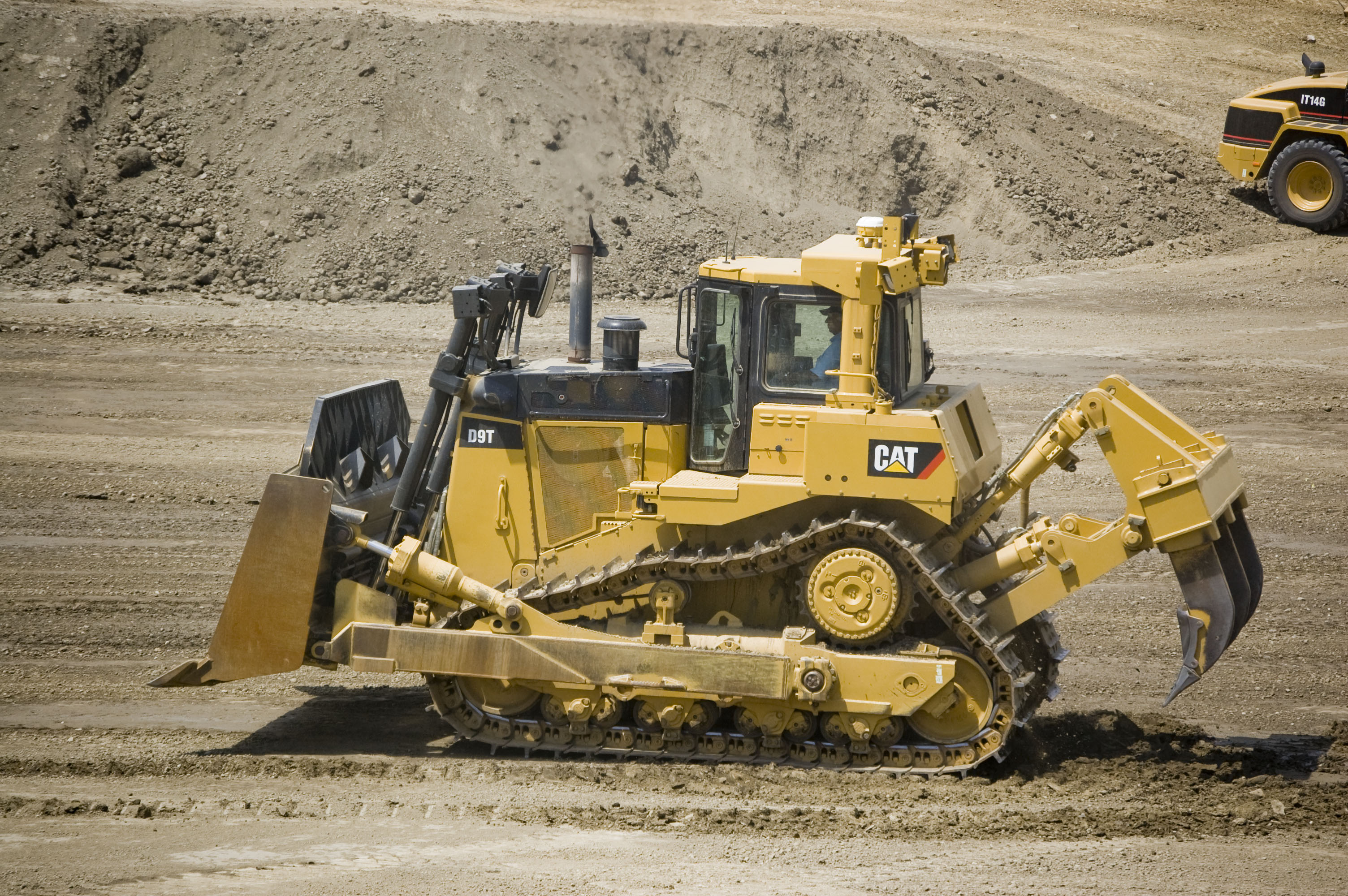
Caterpillar D9T

Der Caterpillar D9 ist eine Planierraupe, die von Caterpillar entworfen und hergestellt wird. Produziert wird das Modell im Werk East Peoria.
Der D9 steht mit 354 kW (474 PS) am oberen Ende der Liste, ist jedoch nicht der schwerste in der Produktpalette. Diese beginnt bei dem D2 mit 69 kW (94 PS) und einem Gewicht von 8,3 Tonnen und endet mit dem D11, der 698 kW (935 PS) und ein Arbeitsgewicht von 104 Tonnen hat.

## Varianten
D9XAls D9X wurden seriennahe Prototypen bezeichnet, die ab 1954 gebaut wurden.
D9DErste Serienversion, wurde ab 1955 ausgeliefert. Die Caterpillar D9 war mit einem Gewicht von 27.000 kg damals die größte und stärkste Planierraupe der Welt.
D9EDer D9E mit 246 kW (335 PS) wurde ab 1959 gebaut.
D9GDie neuere Variante mit stärkerem Dieselaggregat 287 kW (390 PS), wurde ab 1961 gebaut. Es konnten zwei Planierraupen seitlich zusammen fixiert werden, um einen überbreiten Räumschild einzusetzen.
D9HStärkere Variante mit 302 kW (410 PS) wurde von 1974 bis 1981 gebaut.
D9LVariante ab 1980. Sie ist die kräftigste aller Varianten mit 340 kW und zugleich die schwerste mit rund 69 t. Das Antriebsritzel wurde ab dieser Version erhöht über dem Fahrwerk angebracht (High-Drive System). Dadurch sind Fahrwerk und Antrieb voneinander stärker entkoppelt und die Belastung wird dadurch jeweils deutlich verringert. Durch die dreimalige Umlenkung (Delta-Laufwerk) erhöht sich aber der Verschleiß der Kette, dem mit versiegelten und geschmierten Ketten entgegengewirkt werden soll.
D9NLeicht modifizierte Variante
D9RStark modifizierte Variante mit neuem Dieselaggregat Cat C18 ACERT 306 kW (416 PS).
D9TNeuste Variante, wird seit 2004 gebaut

## Nutzung
Der D9 wird meistens als Planierraupe ausgestattet, obwohl er auch in anderen Modellvarianten verfügbar ist, darunter auch eine schwer gepanzerte Version (D9R), um das Schlachtfeld von Trümmern zu säubern bzw. Straßen und Pisten wieder befahrbar zu machen. Er wurde und wird in verschiedenen Operationen der Israelischen Streitkräfte zur Räumung bereits stark beschädigter Infrastruktur und Zerstörung verwendet (Hauszerstörung im israelisch-palästinensischen Konflikt). Dies war zuletzt in der Operation Gegossenes Blei 2008/2009 der Fall. Seine hohe Lebenserwartung, seine Zuverlässigkeit, die Größe und die niedrigen Betriebsmittelkosten haben den D9 zu einer der beliebtesten Planierraupen weltweit gemacht, zusammen mit dem Komatsu D275A, der den größten Konkurrenten des D9 darstellt.

## Einsatz beim israelischen Heer
Die Pioniereinheiten der israelischen Streitkräfte (IDF) nutzen seit Jahrzehnten D9L, D9N und D9R, welche sie als „Bär“ oder „Teddybär“ bezeichnen. Aufgabengebiet ist die Räumung von verminten Gebieten, Freilegung von Straßen, Erstellung von Sandwällen und die Bergung von liegen gebliebenen Panzern. Während der Terrorangriffe in den 1990er-Jahren gegen Israel wurden Methoden entwickelt, um in urbanen Gebieten, welche stark vermint und mit Sprengfallen gespickt waren, verlustfrei zu operieren. Ziel war es, die Häuser, in denen sich bewaffnete Terroristen versteckten oder in denen die Familien von Selbstmordattentätern wohnen, einzuebnen. Da die Terroristen oft improvisierte Sprengfallen (IED) mit einer Sprengkraft von 200 bis 500 kg in solchen Gebieten versteckten, erwiesen sich normale Kampfpanzer als ungeeignet, da diese vor allem gegen Angriffe von vorn gepanzert sind. Die Umbauten und Zusatzpanzerungen an Motor und Kabine erledigte IMI in Zusammenarbeit mit dem Hersteller. Weiter sind Feuerlöschanlage, Nebelwurfkörper und bei Bedarf ein MG zur Selbstverteidigung montierbar. Die D9R wurden in der dritten Generation mit Gitterrosten versehen, um gegen den Beschuss von RPG-7-Panzerfäusten resistenter zu sein. Für den Einsatz gegen Sprengfallen können die Planierraupen auch ferngesteuert werden. Bei ihren Einsätzen wurden die Planierraupen oft von Heckenschützen mit Scharfschützengewehren und mit ferngelenkten Panzerabwehrlenkwaffen beschossen.

## Einsatz bei der United States Army  und dem United States Marine Corps
Bereits im Vietnamkrieg nutzte die U.S. Army speziell ausgerüstete D9 (sog. Rome plows), um Waldflächen großflächig zu roden. Dies war nötig, um Flugplätze, Artilleriestellungen und Stützpunkte feldmäßig zu erstellen. Ab 1975 wurden die schweren Planierraupen durch die leichteren D7G ersetzt und dienen seither in „Combat Engineer Battalions“ (CEB). Das United States Marine Corps (USMC) nutzte in den Einsätzen im Irak und Afghanistan ihre D9.

Verschiedene Ausführungen der D9
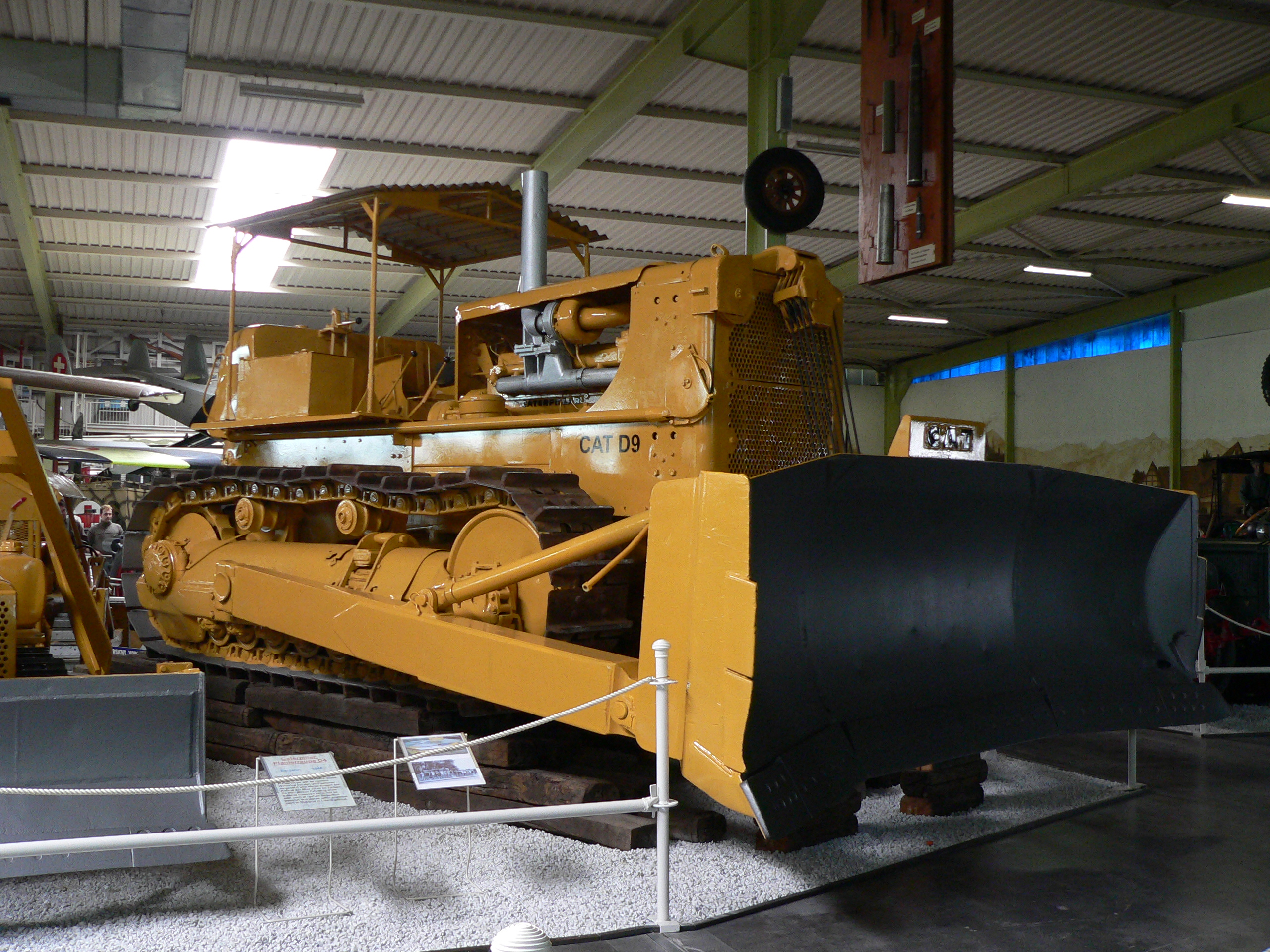
Caterpillar D9D
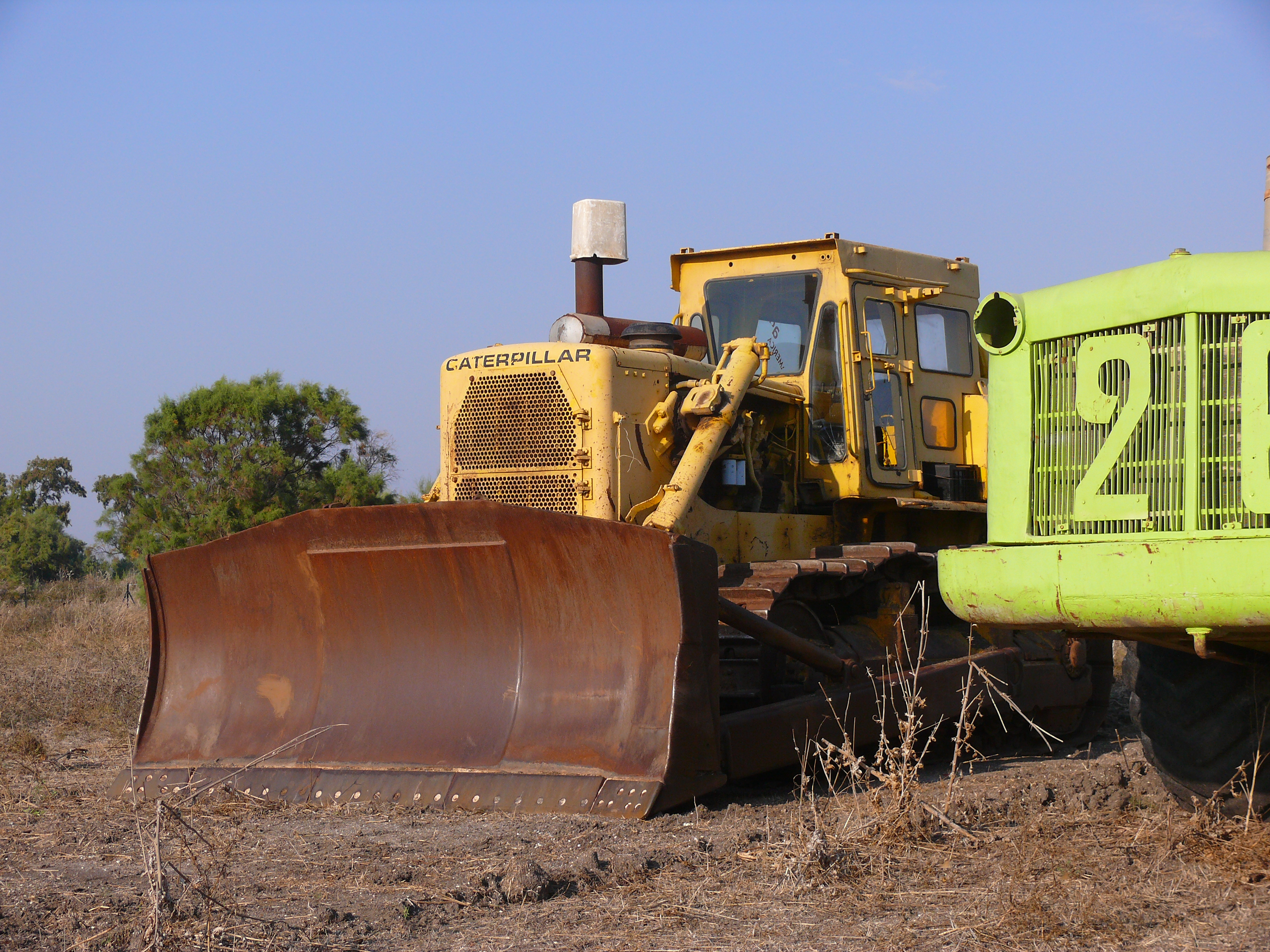
Frühes Modell einer Caterpillar D9H
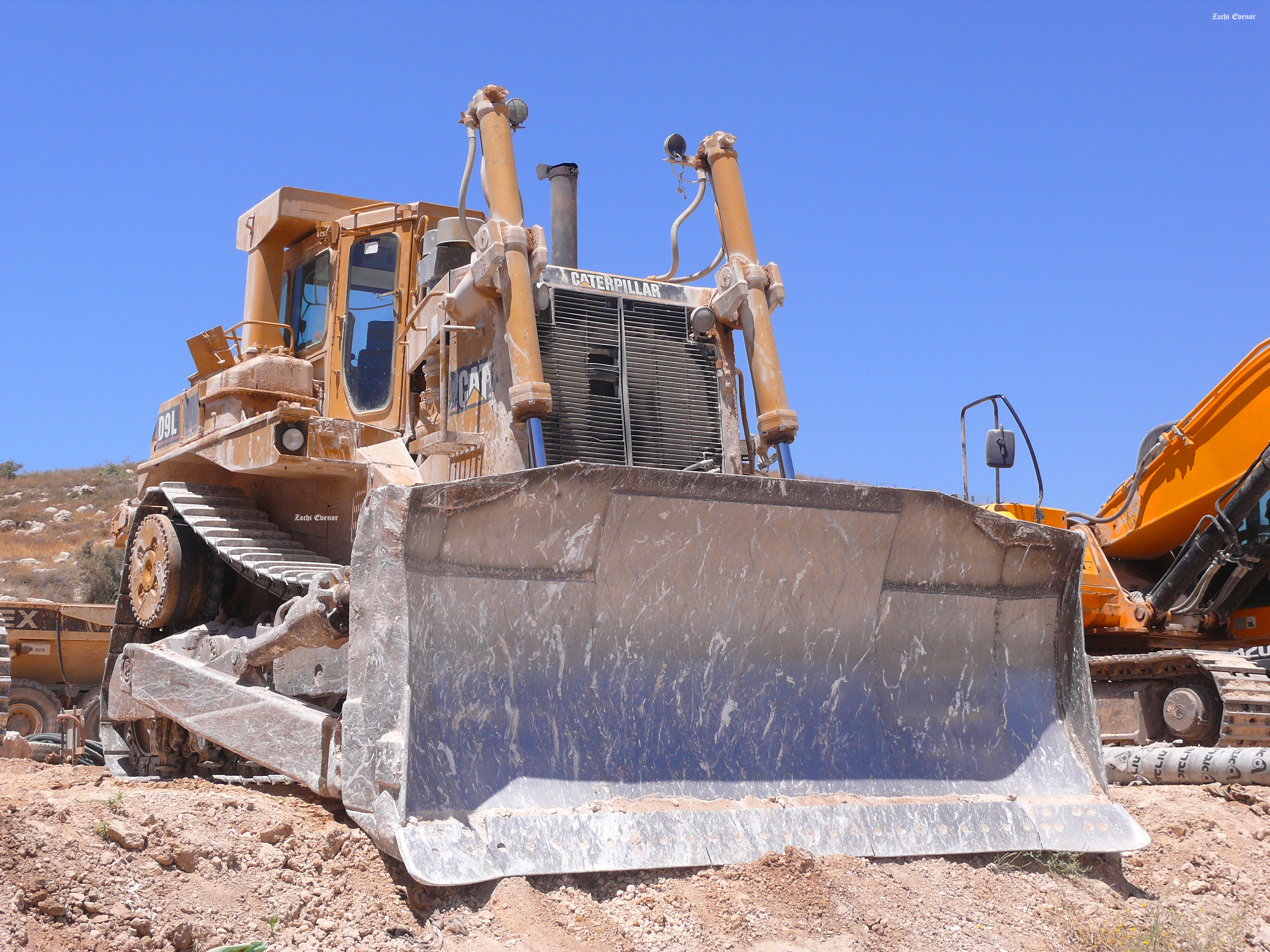
Caterpillar D9L
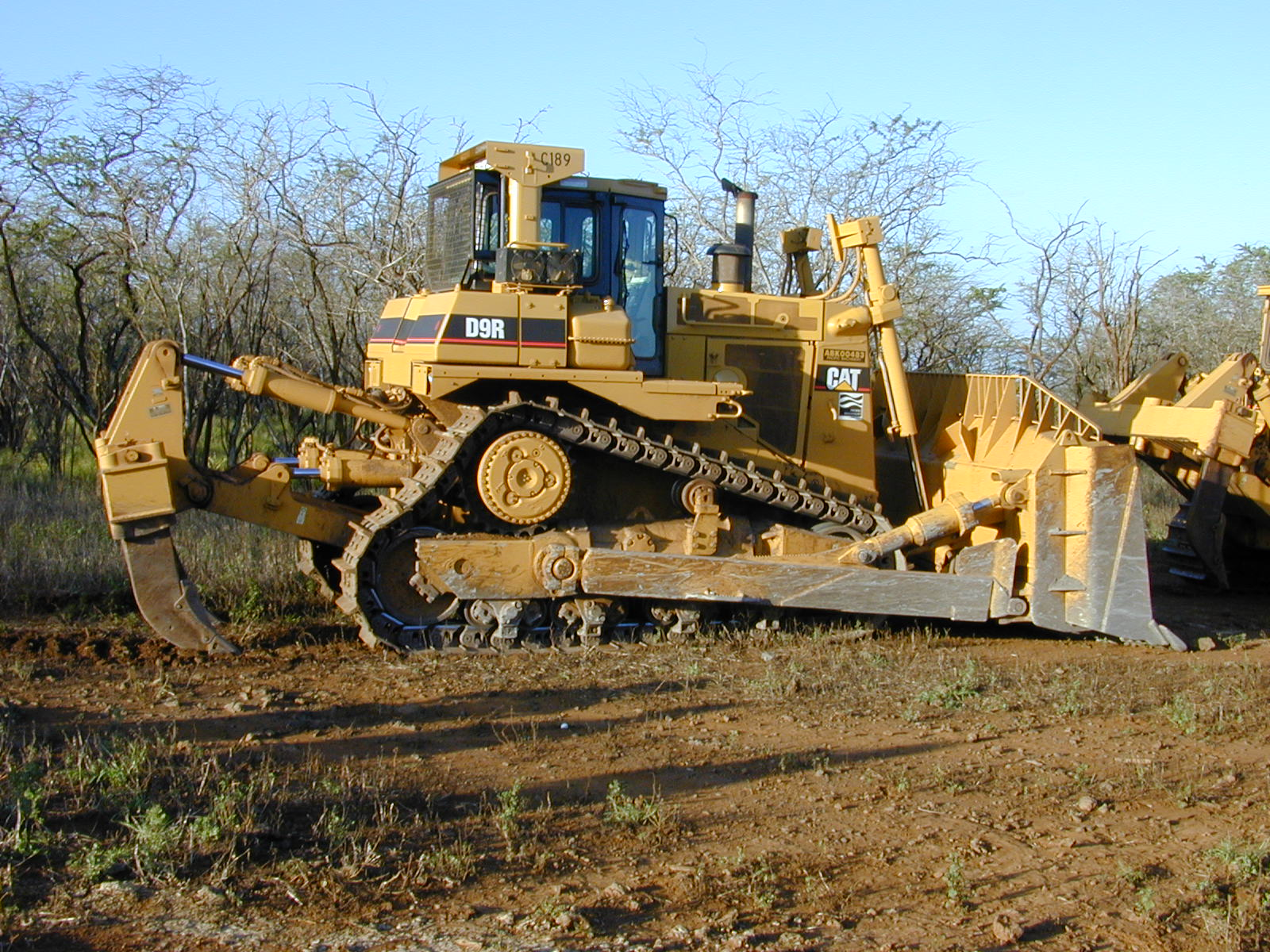
Caterpiller D9R
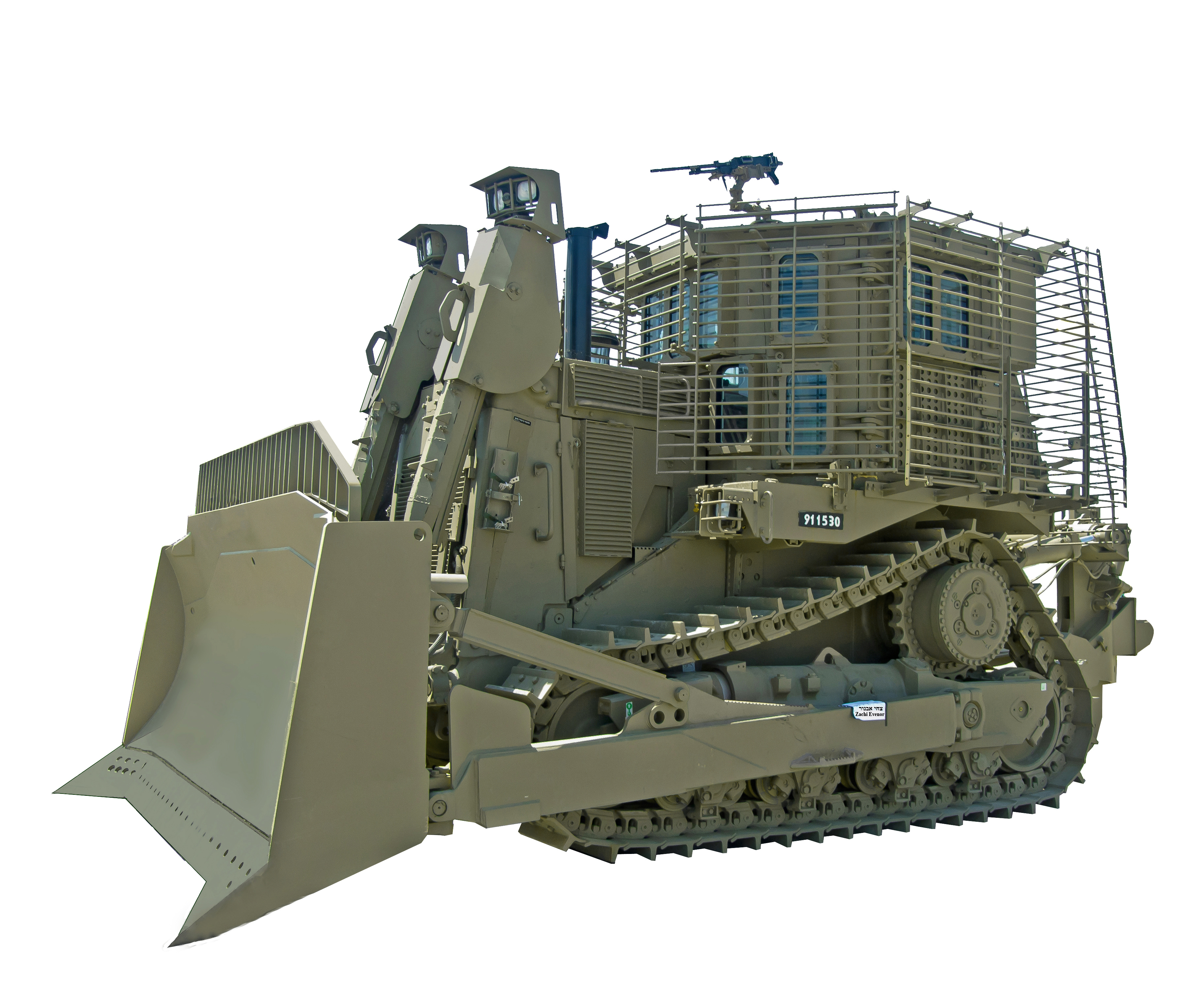
IDF D9R – Militärische Nutzung